# Beki Bondage
Beki Bondage (née Rebecca Louise Bond) est une chanteuse, compositrice et guitariste anglaise, née le 3 juin 1963, principalement connue en tant que leader du groupe punk Vice Squad.

## Historique
Elle est membre fondatrice de Vice Squad de 1978 à 1985,,.
Elle fait les couvertures de plusieurs journaux musicaux influents tels que Melody Maker, NME, Smash Hits et Sounds.
En 1983, en parallèle de Vice Squad, elle forme le groupe Ligotage avec Steve Roberts de UK Subs. Les ventes de leur premier single Crime and Passion (1983, EMI) sont décevantes, et leur seul album, Forgive and Forget, est publié sur le label indépendant Picasso Records.
Après la sortie de deux singles solo en 1985, Bondage forme TThe Bombshells (souvent surnommé « Beki & the Bombshells ») en 1986. Le groupe continue à jouer dans les clubs londoniens et sur le circuit punk pendant de nombreuses années.
En 1997, elle reforme Vice Squad avec une nouvelle formation ; le groupe continue d'enregistrer et de tourner.
Elle sort un album solo de reprises en 2000 intitulé Cold Turkey.